# Винтроп (Вашингтон)
Винтроп (енгл. Winthrop) град је у америчкој савезној држави Вашингтон. По попису становништва из 2010. у њему је живело 394 становника.

## Демографија
Према попису становништва из 2010. у граду је живело 394 становника, што је 45 (12,9%) становника више него 2000. године.
| Група             | 2000.       | 2010.       |
| Белци             | 336 (96,3%) | 370 (93,9%) |
| Афроамериканци    | 1 (0,3%)    | 2 (0,5%)    |
| Азијати           | 1 (0,3%)    | 1 (0,3%)    |
| Хиспаноамериканци | 10 (2,9%)   | 17 (4,3%)   |
| Укупно            | 349         | 394         |